# Shuya Takashima
Shuya Takashima (japanisch 高嶋 修也 Takashima Shuya; * 24. April 2000 in der Präfektur Ibaraki) ist ein japanischer Fußballspieler.

## Karriere
Shuya Takashima erlernte das Fußballspielen in der Universitätsmannschaft der Hōsei-Universität. Seinen ersten Vertrag unterschrieb er am 1. Februar 2023 beim Tochigi SC. Der Verein aus Utsunomiya, einer Stadt in der Präfektur Tochigi, spielt in der zweiten japanischen Liga. Sein Zweitligadebüt gab Shuya Takashima am 18. Juni 2023 (21. Spieltag) im Heimspiel gegen den FC Machida Zelvia. Bei dem 1:1-Unentschieden wurde er in der 90.+4 Minute für Kenta Fukumori eingewechselt. Am Ende der Saison 2024 belegte er mit Tochigi den 18. Tabellenplatz und musste somit in die dritte Liga absteigen.